# 劉國華
劉國華（？—），香港记者。早年畢業於香港樹仁學院（於2007年正名為香港樹仁大學）新聞及傳播學系，曾任《星島日報》記者、亞洲電視新聞部採訪主任及《十二點九新聞》、《風暴消息》主播。1994年，劉氏轉投有線新聞，曾任職該台港聞組採訪主任，直至退休為止，其後該職位改由同樣曾擔任亞視主播的黃慶州出任。
退休後，劉國華擔當香港電台《晨早新聞天地》的固定男主播，並一直出任至2023年12月尾後正式退任，而該職缺由鄺贊恩補上。
2018年，劉氏接受訪問時透露，在無綫和亞視「打對台」的年代，兩台新聞部記者不時都於九龍塘建新中心中的兩間酒吧相聚，因大部分都是老朋友、舊同事。

## 「亞視六君子」之一
劉國華是當年轟動新聞界的「亞視六君子事件」其中一員，他亦因此而離開亞視新聞，轉投有線新聞。

## 外部連結
- 六四事件二十五週年-亞視六君子-廿年首聚 （页面存档备份，存于）